# Michele Sanmicheli

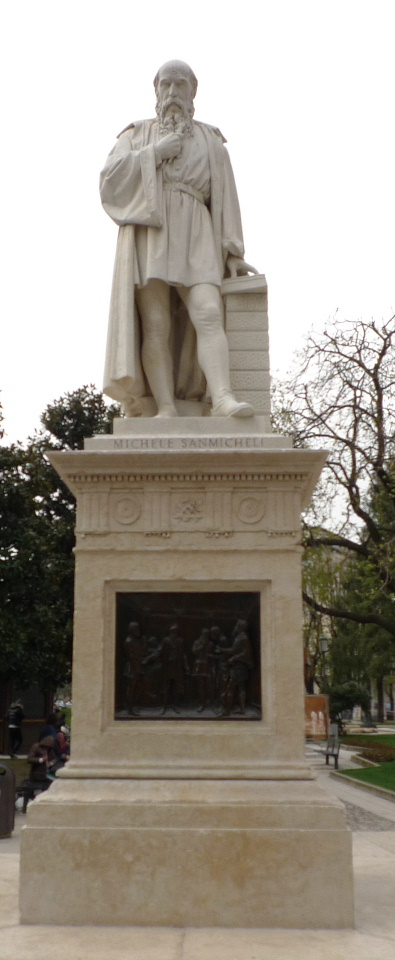
Sanmicheliho památník, Verona

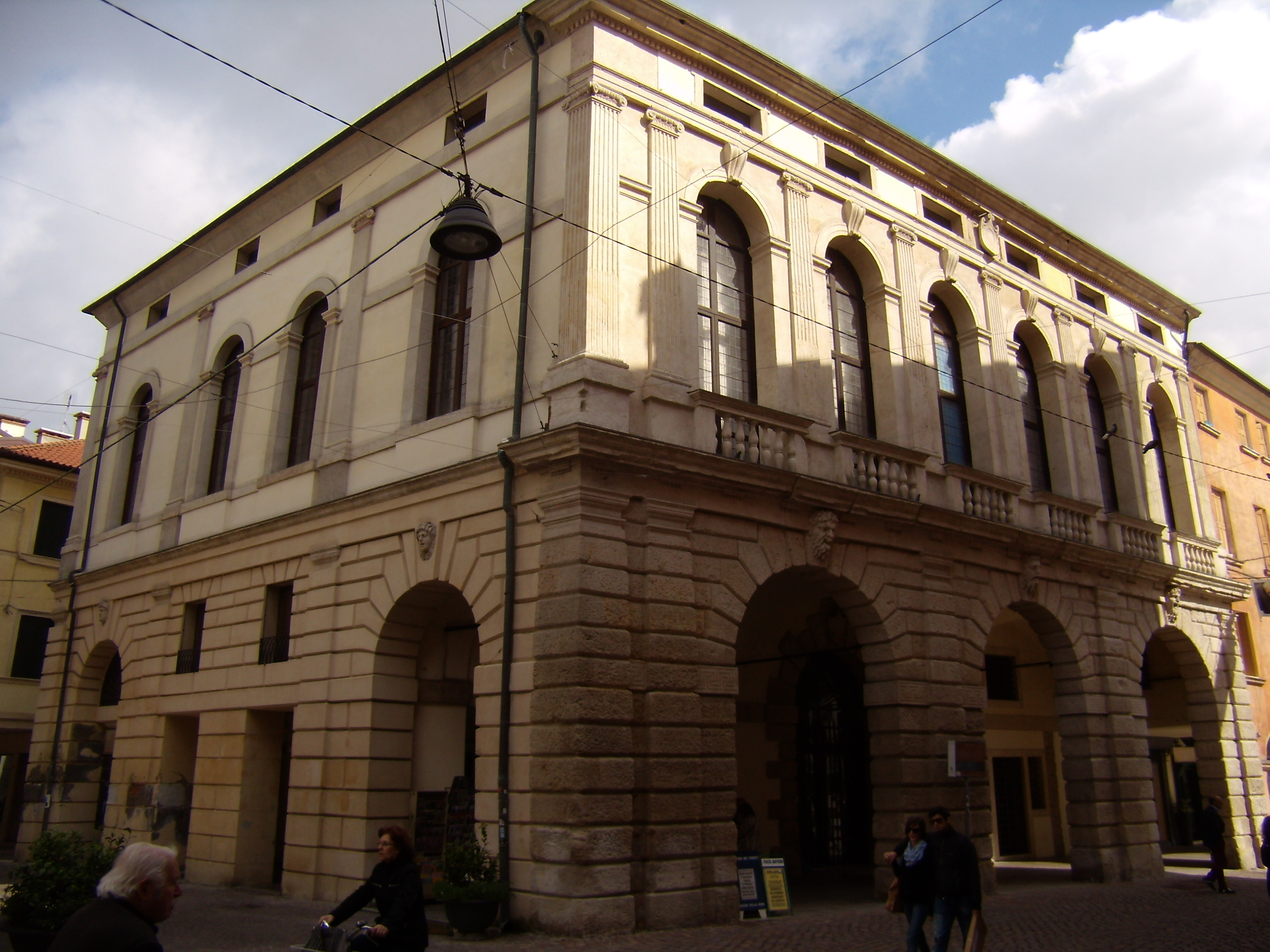
Palazzo Roncale, Rovigo

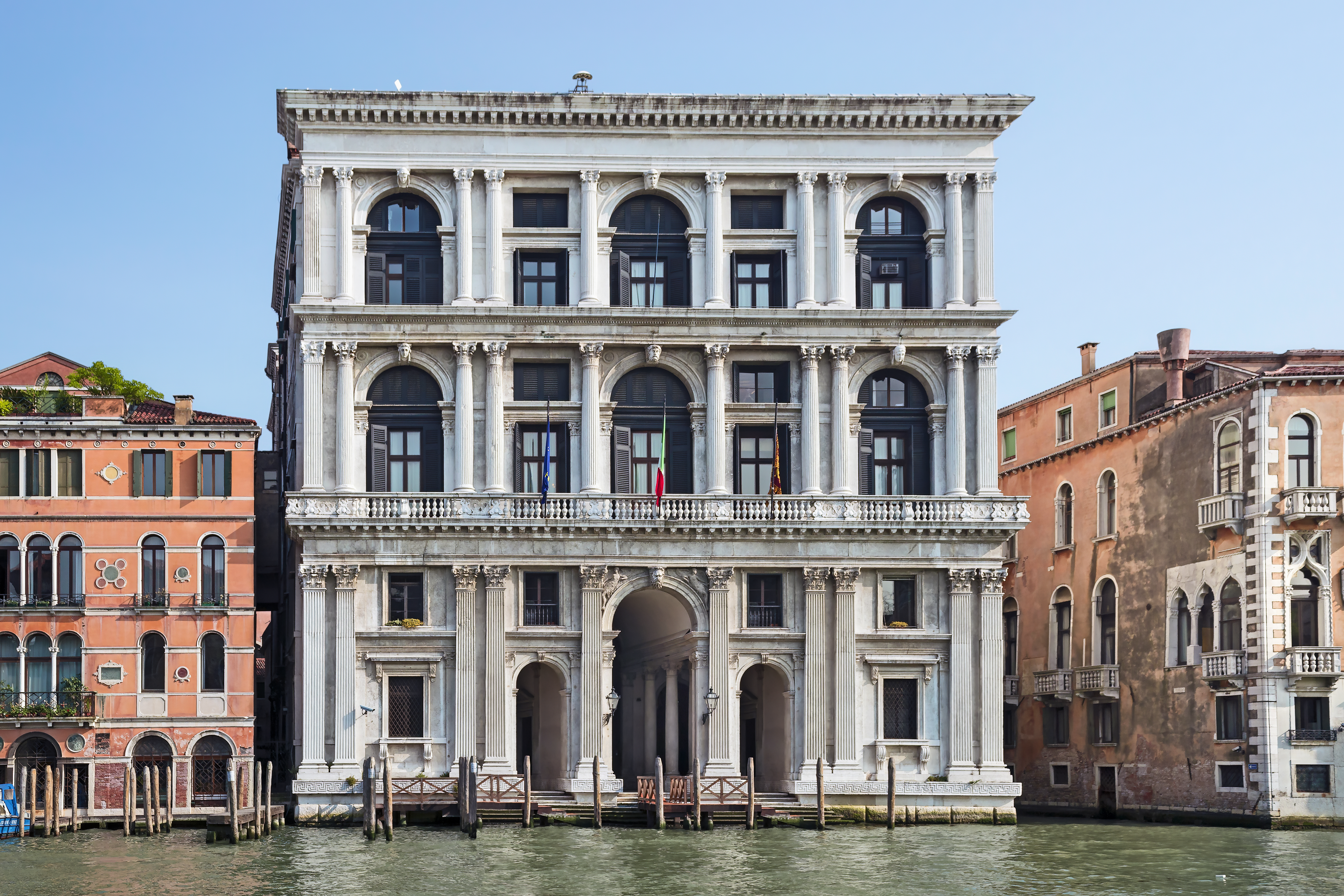
Palazzo Grimani, Benátky

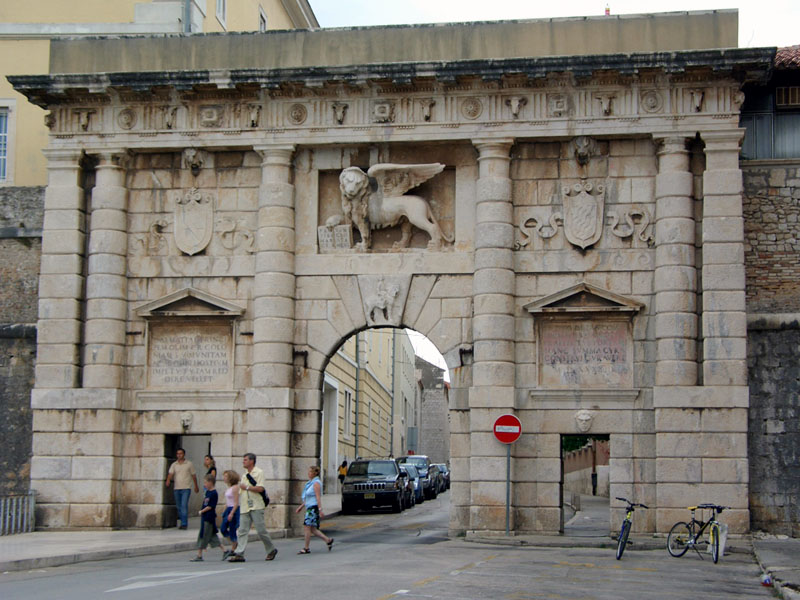
Brána Porta Terraferma, Zadar (1543)

Michele Sanmicheli (1484 Verona - 1559 Verona) byl architekt pozdní renesance a vedle Antonia da Sangallo mladšího největší pevnostní stavitel své doby.

## Život
Sanmicheli se učil v Římě u Donata Bramanteho, a Bramante jej podporoval v tvorbě. Ale také stavby o 15 let mladšího architekta Giulia Romana na něj měly silný vliv, a to zejména jeho rané mistrovské dílo v Mantově, Palazzo del Te. Brzy vstoupil do služeb papežů a pracoval pro ně delší dobu. V roce 1528 vstoupil do služeb republiky benátské, rozšířil a vylepšil téměř všechna její opevnění a nechal poprvé opevnit Lido (1535-1549). Ve Veroně opatřil dávné městské hradby impozantními branami včetně Porta Nuova. Tam také postavil paláce Bevilacqua a Pompei, v Benátkách Palazzo Grimani. Kostel Madonna di Campagna ve Veroně, jehož plán navrhl, byl vystavěn až po jeho smrti, stejně jako méně známá pevnost sv. Ondřeje (San Andrea) u vstupu do přístavu v Benátkách.
Sanmicheliho budovy ovlivnily monumentální manýristický klasicismus veronských paláců s hrubou bosáží v přízemí a dalšími manýristickými prvky, jež stavbám dodávají mohutnost a plasticitu. Své domovské město Sanmicheli svou činností změnil od základů.

## Dílo
Datování mnoha budov se v literatuře neshoduje.
- Cappella Petrucci pod San Domenicem (1516-24, Orvieto)
- Katedrála v Montefiascone,(po 1520-, Viterbo), spolupráce Antonio da Sangallo mladší
- Pevnost Candia (1523, Iraklio, Kréta)
- Cappella Pellegrini v San Domenico (1528-1538, Verona)
- Palazzo Canossa (po roce 1527, Verona)
- Hradby Chanie, s několika baštami (1536, Chania, Kréta)
- Porta Nuova (1533-1540, Verona)
- Palazzo Bevilacqua (po roce 1534, Verona)
- Palazzo Pompei (po roce 1535, Verona)
- Pevnost Rethymno (1540, Rethymno, Kréta)
- Villa Brenzone (1541-1550, Punta San Vigilio)
- Porta San Zeno (1542, Verona)
- Porta Terraferma (1543, Zadar v Chorvatsku)
- Porta Palio (1550-57, Verona)
- Palazzo Grimani (1556, Benátky)
- Madonna di Campagna (po 1559, Verona)
- Opevnění v Brescii, Bergamu, Benátkách (na ostrově Sant'Andrea), v Zadaru a na ostrovech Kréta a Korfu

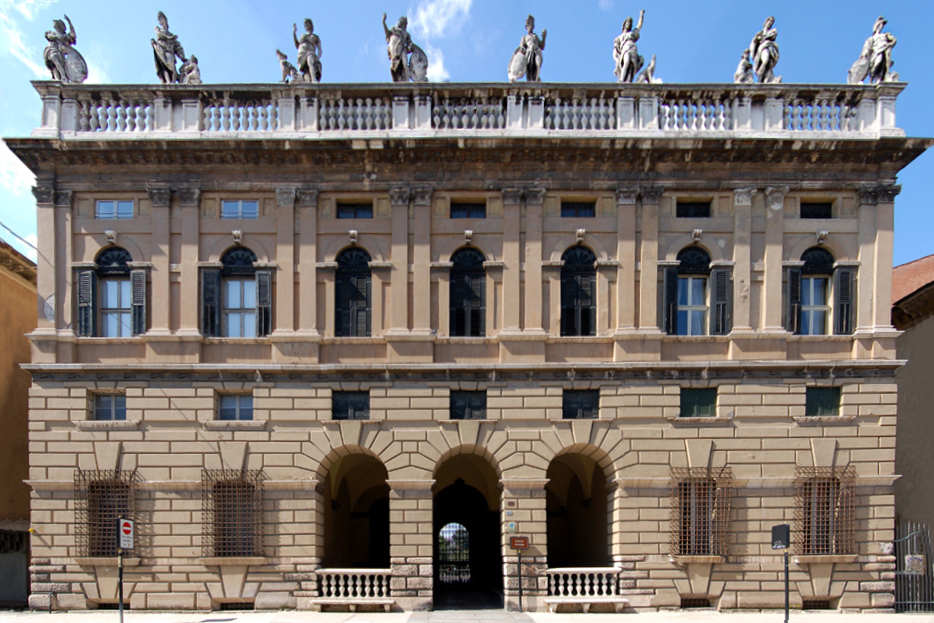
Palazzo Canossa
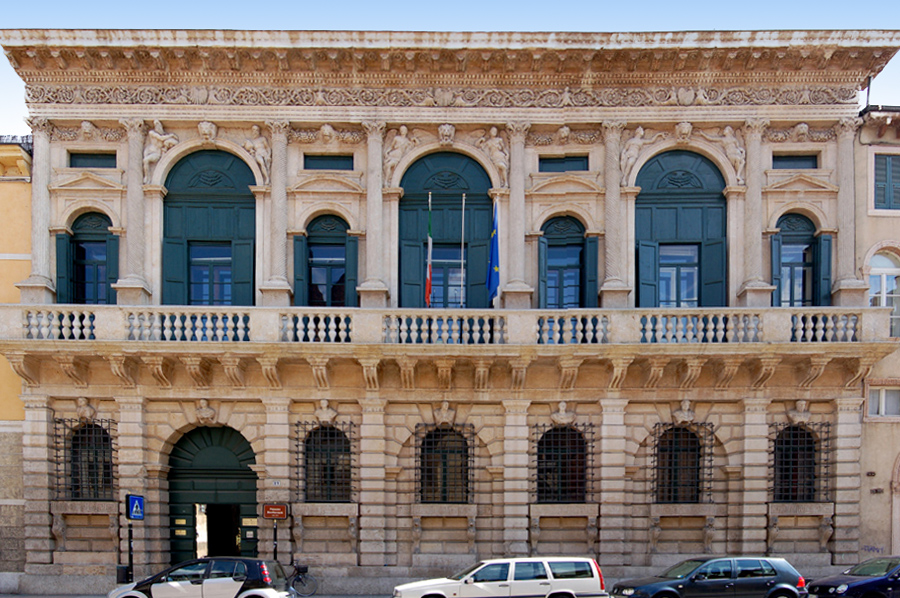
Palazzo Bevilacqua
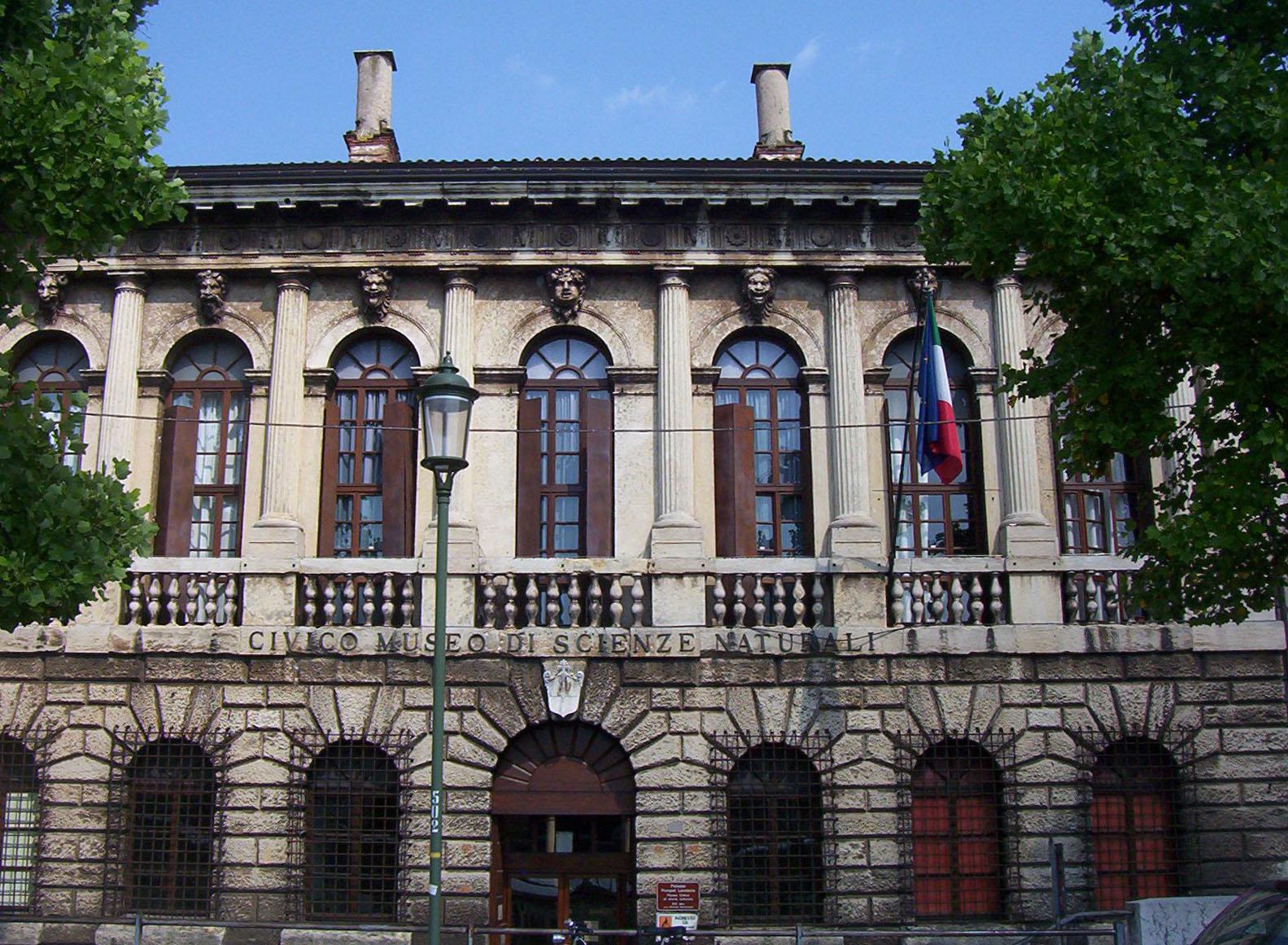
Palazzo Pompei